# آنا ماتینکو

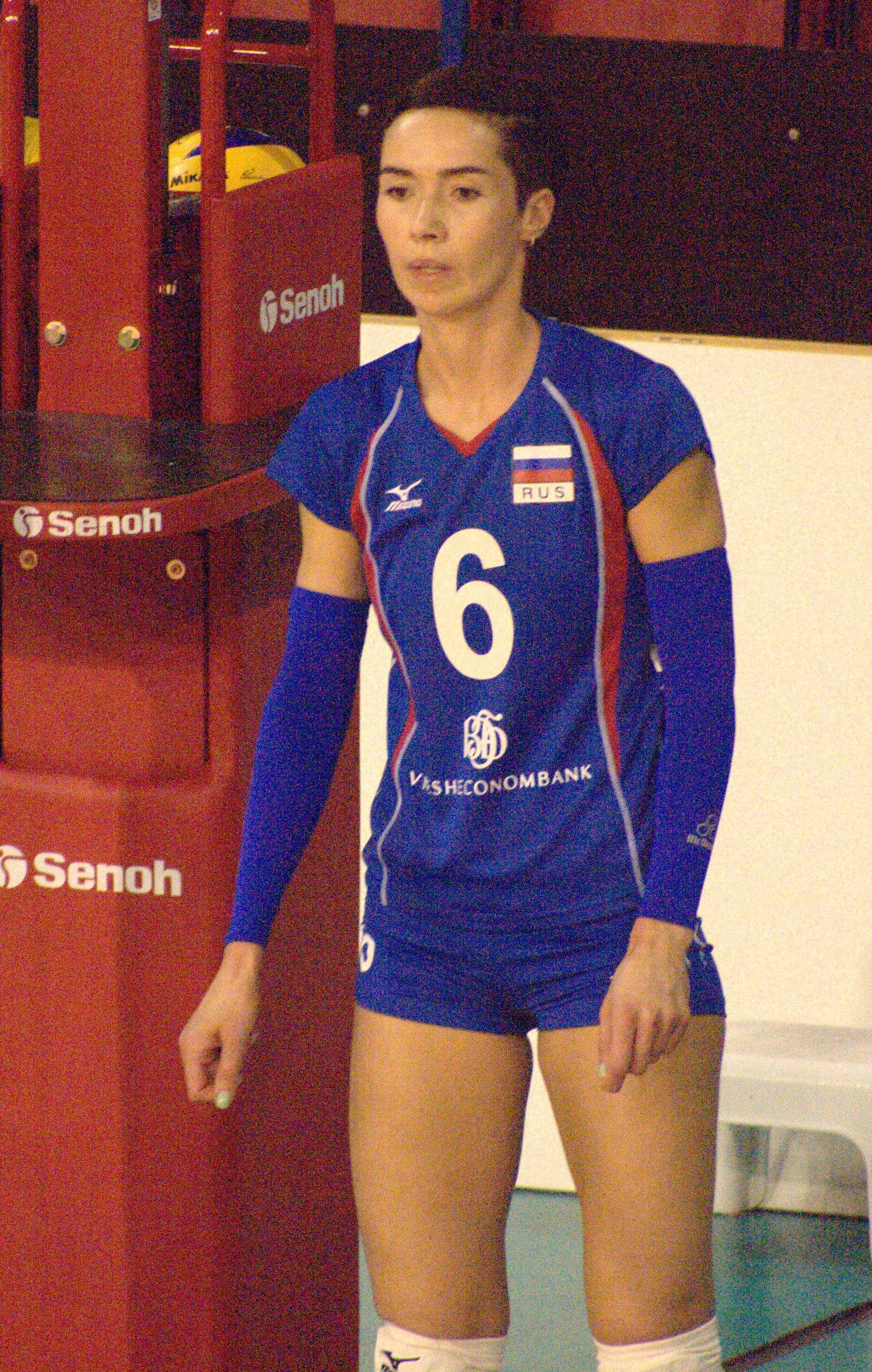
آنا ماتینکو در والی مسترز مونترو، سوئیس (2013)

آنا ماتینکو (به انگلیسی: Anna Matienko) (زاده ۱۲ ژوئیه ۱۹۸۱) والیبالیست اهل روسیه عضو سابق تیم ملی والیبال روسیه است.
آنا در المپیک لندن در ترکیب تیم ملی روسیه حضور داشت.